# Eurytoma tricoloripes
Eurytoma tricoloripes är en stekelart som beskrevs av Girault 1915. Eurytoma tricoloripes ingår i släktet Eurytoma och familjen kragglanssteklar. Inga underarter finns listade i Catalogue of Life.